# مانیوا، اوکایاما
مانیوا در استان اوکایاما در کشور ژاپن واقع شده‌است که دارای جمعیت ۵۰٬۴۰۵ نفر و مساحت ۸۲۸٫۴۳ کیلومتر مربع با تراکم جمعیت ۶۰٫۸ نفر در کیلومترمربع است و در تاریخ ۳۱ مارس ۲۰۰۵ به عنوان شهر شناخته شد.

## نگارخانه

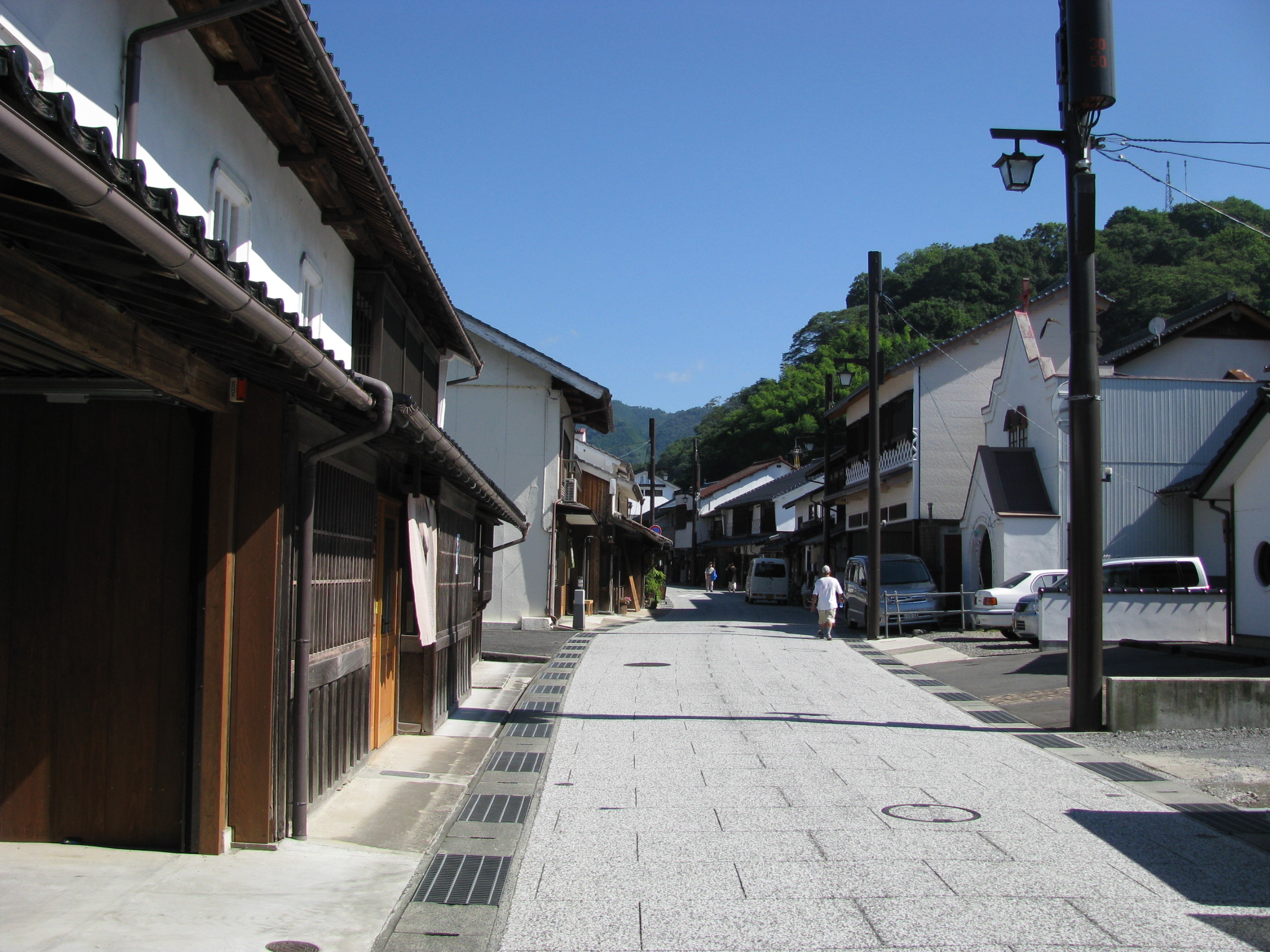
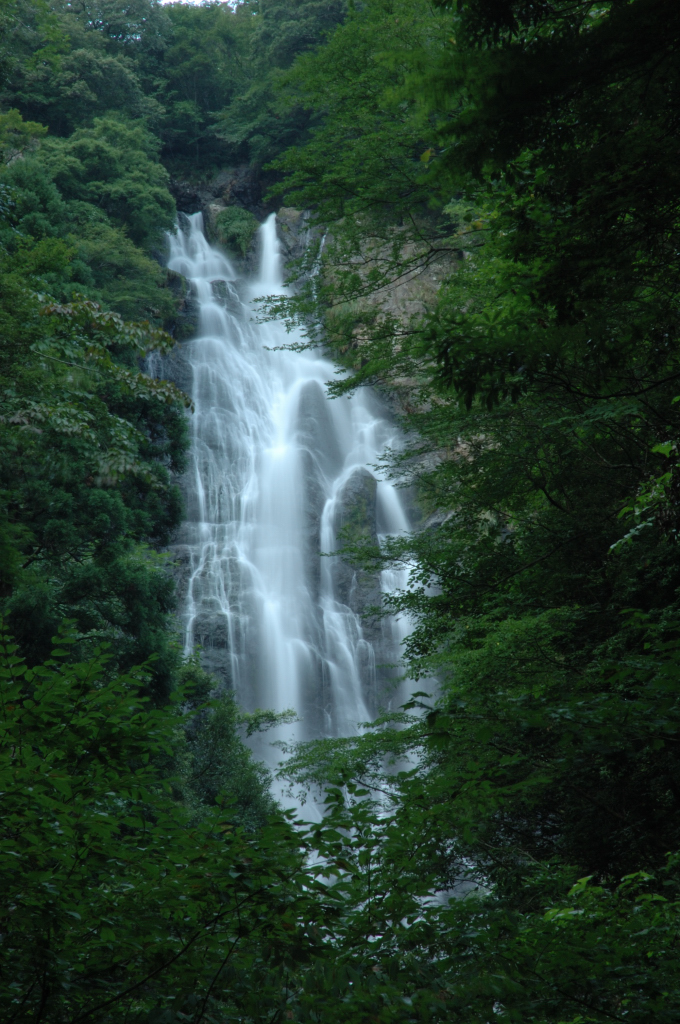
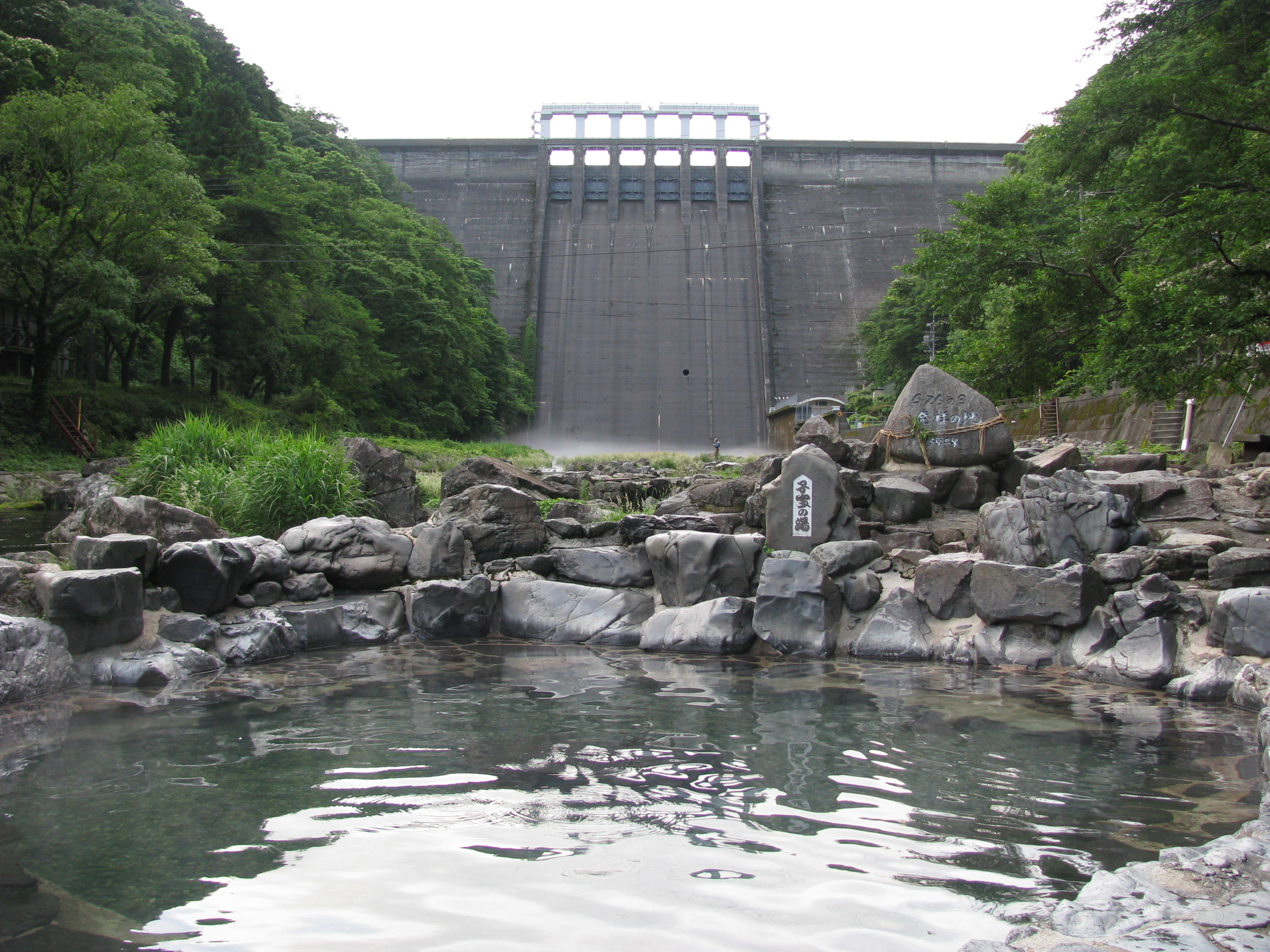